# Вона вас кохає
«Вона вас кохає» (рос. «Она вас любит») — російський радянський повнометражний кольоровий художній фільм, поставлений на Кіностудії «Ленфільм» в 1956 році режисерами Семеном Дерев'янський та Рафаїлом Сусловича.
Прем'єра фільму в СРСР відбулася 7 липня 1957 року.

## Зміст
Канарейкін, сором'язливий і м'якосердий працівник зоопарку, з першого погляду скорений красою дівчини, побаченої ним на обкладинці «Огонька», яка виграла змагання з легкої атлетики. Він починає з нею листування, але його друг помилково вкладає фотографію не Канарейкіна, а відомого дамського угодника і красеня.

## Ролі
- Георгій Віцин — Костянтин Петрович Канарейкін
- Інна Кміт — Ольга Цвіткова
- Лідія Сухаревська — Анна Іванівна
- Тамара Носова — Тамара
- Олександр Ширвіндт — Вадим Степанович Ухов, естрадний співак (дебют в кіно)
- Ігор Дмитрієв — Анатолій Пильников, акомпаніатор Ухова
- Рем Лебідєв — Павло, фотограф, друг Канарейкіна
- Лідія Атманакі — Вероніка Аполлонівна, сусідка Канарейкін
- Костянтин Сорокін — хтось Жмухін

## В епізодах
- Олена Тимофієнко — Ірина, дружина Павла
- Євгенія Рубановська — однокурсниця Ольги
- Ольга Петренко — однокурсниця Ольги
- Георгій Сорокін
- У титрах не вказані:
- Анатолій Адоскін — лікар швидкої допомоги
- Сергій Бобров — Олексій Гнатович, професор
- Адольф Ільїн — пасажир автобуса з «Огоньком»
- Віктор Колпаков — моторист катера («Вам то що! Ви потонете — вам нічого, а мене з роботи звільнять»)
- Надир Малишевський — регулювальник
- Володимир Мішаков — лейтенант міліції
- Ольга Пижова — провожающая на станції («Молода людина, вона Вас любить! Любить!»)
- Аркадій Толбузін — Фролов, інструктор на водному стадіоні
- Лідія Шапоренко — студентка, подруга Ольги
- Микола Яковченко — ремонтник на автодорозі
- Микола Фалєєв — Волков, черговий по станції

## Знімальна група
- Автор сценарію — Володимир Поляков
- Режисери-постановники — Семен Дерев'янський, Рафаїл Суслович
- Оператори — Володимир Бурикін, Костянтин Рижов
- Художник — Борис Бурмістров
- Режисер — Катерина Сердечкова
- Композитор — Василь Соловйов-Сєдой
- Автор тексту пісень — Соломон Фогельсон
- Звукооператор — Анна Волохова
- Естрадний оркестр Ленінградського радіо
  - Диригент — Олександр Владимирцов
- Директор картини — Петро Свиридов

## Факти
- Про свою роль у фільмі розповідає Олександр Ширвіндт:

Перший фільм, в якому я знявся, — «Вона вас любить!». У кінематограф мене вивів мій друг Михайло Козаков. Я вчився на четвертому курсі, а Казаков був уже знаменитим, бо знявся в «Вбивстві на вулиці Данте» у Ромма. Його тут же запросили в картину «Вона вас любить!» зіграти молодого кретина. І він уже почав зніматися, але його покликав Охлопков на роль Гамлета, і він, звичайно, все кинув. А кіногрупа сказав: «Я вам привезу такого ж». Приволік мене і всім розповідав, який я геніальний. Перший і останній раз він так про мене відгукувався. У кіногрупа всі були в жалобі: Казаков привів замість себе якусь перелякану шпану. Але виходу не було, і я став зніматися.
- Олександр Ширвіндт так описує свої щоденні появи на пошті в очікуванні довгоочікуваного листа від своєї дружини:

Вчора дівчина на почтамп, що видає до запитання, подивилася листи і каже кокетуючи: «Ні, Ухов, вона вас не любить».
- Вероніка Аполлонівна, сусідка Канарейкін, вказуючи Канарейкін на необхідність залицяння за «цікавими жінками», наспівує слова з арії Бонні (оператта «Сільва»)

Без жінок жити не можна на світі немає